# Двайт (Канзас)
Двайт (англ. Dwight) — місто (англ. city) в США, в окрузі Морріс штату Канзас. Населення — 217 осіб (2020).

## Географія
Двайт розташований за координатами 38°50′41″ пн. ш. 96°35′30″ зх. д. / 38.84472° пн. ш. 96.59167° зх. д. (38.844744, -96.591796).  За даними Бюро перепису населення США в 2010 році місто мало площу 0,95 км², з яких 0,95 км² — суходіл та 0,00 км² — водойми.

## Демографія
Згідно з переписом 2010 року, у місті мешкали 272 особи в 117 домогосподарствах у складі 79 родин. Густота населення становила 285 осіб/км².  Було 136 помешкань (142/км²).
Расовий склад населення:
| - 93,0 % — білих - 1,5 % — чорних або афроамериканців - 0,7 % — азіатів - 0,4 % — корінних американців |

До двох чи більше рас належало 4,0 %. Частка іспаномовних становила 4,8 % від усіх жителів.
За віковим діапазоном населення розподілялося таким чином: 21,3 % — особи молодші 18 років, 55,5 % — особи у віці 18—64 років, 23,2 % — особи у віці 65 років та старші. Медіана віку мешканця становила 45,1 року. На 100 осіб жіночої статі у місті припадало 101,5 чоловіків;  на 100 жінок у віці від 18 років та старших — 98,1 чоловіків також старших 18 років.
Середній дохід на одне домашнє господарство  становив 40 818 доларів США (медіана — 33 333), а середній дохід на одну сім'ю — 55 393 долари (медіана — 51 250). Медіана доходів становила 35 833 долари для чоловіків та 27 500 доларів для жінок. За межею бідності перебувало 21,6 % осіб, у тому числі 32,4 % дітей у віці до 18 років та 12,3 % осіб у віці 65 років та старших.
Цивільне працевлаштоване населення становило 95 осіб. Основні галузі зайнятості: освіта, охорона здоров'я та соціальна допомога — 25,3 %, публічна адміністрація — 20,0 %, мистецтво, розваги та відпочинок — 14,7 %, будівництво — 13,7 %.